# Jean-Mattéo Bahoya
Jean-Mattéo Bahoya Négoce (Montfermeil, 7 maggio 2005) è un calciatore francese, centrocampista dell'Eintracht Francoforte.

## Carriera

### Club
Cresciuto nel settore giovanile dell'Angers, il 16 giugno 2022 firma il suo primo contratto professionistico con i Noirs et Blancs, di durata triennale. Ha esordito in prima squadra il 6 gennaio 2023, in occasione dell'incontro di Coppa di Francia vinto ai rigori contro lo Strasburgo. Il 25 febbraio successivo ha esordito anche in Ligue 1, disputando l'incontro perso per 1-3 contro l'Olympique Lione.

### Nazionale
Nel 2022 ha esordito con la nazionale francese Under-18, mentre nel 2023 ha perso in finale gli Europei Under-19.

## Statistiche

### Presenze e reti nei club
Statistiche aggiornate all'8 aprile 2023.
| Stagione                     | Squadra                      | Campionato                   | Campionato | Campionato | Coppe nazionali | Coppe nazionali | Coppe nazionali | Coppe continentali | Coppe continentali | Coppe continentali | Altre coppe | Altre coppe | Altre coppe | Totale | Totale |
| Stagione                     | Squadra                      | Comp                         | Pres       | Reti       | Comp            | Pres            | Reti            | Comp               | Pres               | Reti               | Comp        | Pres        | Reti        | Pres   | Reti   |
| ---------------------------- | ---------------------------- | ---------------------------- | ---------- | ---------- | --------------- | --------------- | --------------- | ------------------ | ------------------ | ------------------ | ----------- | ----------- | ----------- | ------ | ------ |
| 2021-2022                    | Angers 2                     | N2                           | 1          | 1          |                 | -               | -               |                    | -                  | -                  |             | -           | -           | 1      | 1      |
| 2022-2023                    | Angers 2                     | N2                           | 8          | 3          |                 | -               | -               |                    | -                  | -                  |             | -           | -           | 8      | 3      |
| Totale Angers 2              | Totale Angers 2              | Totale Angers 2              | 9          | 4          |                 | -               | -               |                    | -                  | -                  |             | -           | -           | 9      | 4      |
| 2022-2023                    | Angers                       | L1                           | 10         | 0          | CF              | 1               | 0               |                    | -                  | -                  |             | -           | -           | 11     | 0      |
| 2023-gen. 2024               | Angers                       | L2                           | 19         | 5          | CF              | 1               | 0               |                    | -                  | -                  |             | -           | -           | 20     | 5      |
| Totale Angers                | Totale Angers                | Totale Angers                | 29         | 5          |                 | 2               | 0               |                    | -                  | -                  |             | -           | -           | 31     | 5      |
| gen.-giu. 2024               | Eintracht Francoforte        | BL                           | 8          | 0          | CG              | 0               | 0               | UECL               | 0                  | 0                  | -           | -           | -           | 8      | 0      |
| 2024-2025                    | Eintracht Francoforte        | BL                           | 16         | 0          | CG              | 0               | 0               | UEL                | 7                  | 1                  | -           | -           | -           | 23     | 1      |
| Totale Eintracht Francoforte | Totale Eintracht Francoforte | Totale Eintracht Francoforte | 24         | 0          |                 | 0               | 0               |                    | 7                  | 1                  |             | -           | -           | 31     | 1      |
| Totale carriera              | Totale carriera              | Totale carriera              | 62         | 9          |                 | 2               | 0               |                    | 7                  | 1                  |             | -           | -           | 71     | 10     |